# Maison des Architectes (Le Lude)
Pour les articles homonymes, voir Maison des Architectes.
La maison des Architectes est une maison située au Lude, en France.

## Localisation
La maison des Architectes est située dans le département français de la Sarthe (département), dans la rue du Marché au Fil de la commune du Lude.

## Historique
En 1457, Jean Daillon fait l'acquisition du Château du Lude. Rentré en grâce auprès du roi Louis XI, dont il est le chambellan, il décide d'entreprendre de grands travaux de restauration du château. Il fait appel à Jean Gendrot, architecte du roi René d'Anjou, afin de transformer l'ancienne demeure médiévale en logis de plaisance suivant les règles de la Renaissance. 
Jean Gendrot arrive au Lude en 1479 afin de diriger les travaux, et s'installe dans une maison à proximité du château, désormais appelée « maison des Architectes ».
L'édifice est inscrit au titre des monuments historiques depuis le 23 mai 1932.